# 凯里居特
凯里居特（法語：Quérigut，法語發音：[keʁigyt]）是法国阿列日省的一个市镇，属于富瓦区。

## 地名
该地名“Quérigut”发音为[keʁigyt]，末尾字母“t”发音，《世界地名翻译大辞典》与《世界地名译名词典》将其误译作“凯里居”。

## 地理
凯里居特（42°41'57"N, 2°5'55"E）面积36.4 平方千米，位于法国奧克西塔尼大區阿列日省，该省份为法国西南部内陆省份，西部和北部与上加龙省接壤，东临奥德省，东南至东比利牛斯省接壤，南与安道尔和西班牙接壤。
与凯里居特接壤的市镇（或旧市镇、城区）包括：卡尔卡尼耶尔、勒普拉、勒皮什、埃斯库卢布尔、皮瓦拉多尔。
凯里居特的时区为UTC+01:00、UTC+02:00（夏令时）。

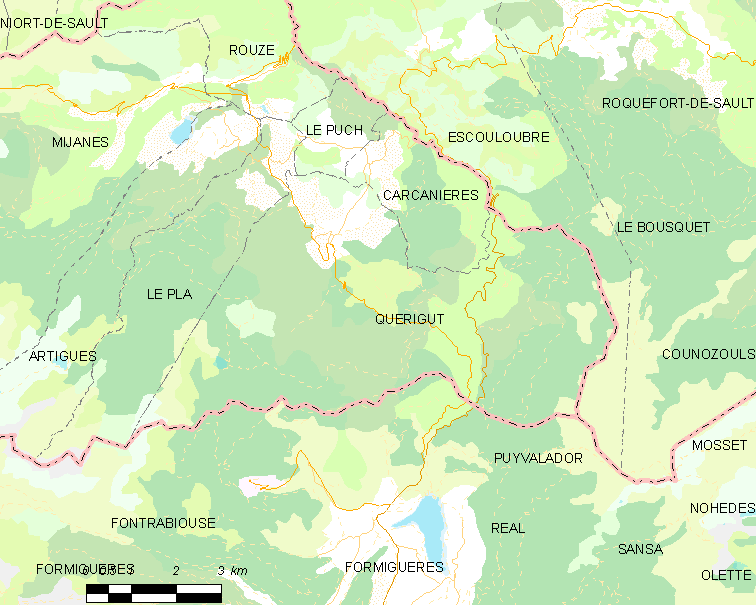
凯里居特的OSM定位图

## 行政
凯里居特的邮政编码为09460，INSEE市镇编码为09239。

## 政治
凯里居特所属的省级选区为上阿列日县。

## 人口

1962-2008年间凯里居特人口变化图示

凯里居特于2022年1月1日时的人口数量为137人。